# Enneapogon pretoriensis
Enneapogon pretoriensis är en gräsart som beskrevs av Sydney Margaret Stent. Enneapogon pretoriensis ingår i släktet Enneapogon och familjen gräs. Inga underarter finns listade i Catalogue of Life.